# Sexuelle Aufklärung
Sexuelle Aufklärung oder Sexualaufklärung ist die Weitergabe von Informationen über Sexualität an Kinder, Jugendliche oder Erwachsene, die in eine zum jeweiligen Zeitpunkt als hinreichend empfundene Sicht auf die menschliche Sexualität mündet. Geschieht sexuelle Aufklärung aktiv und zielgerichtet, dann meist mit der Absicht, ihren Empfänger zu einer Form der Ausübung des angeborenen Sexualtriebs zu führen, die in dem jeweiligen Kulturkreis und in dessen vorherrschenden Sexualmoral als richtig empfunden wird.

## Inhalte
Die Bundeszentrale für gesundheitliche Aufklärung sieht als Ziel der Sexualaufklärung in Deutschland, „Menschen zu einem eigen- und partnerverantwortlichen, gesundheitsgerechten Umgang mit Sexualität zu befähigen“.
Die Sexualaufklärung bezieht sich im Wesentlichen auf folgende Themen:
- der menschliche Körper und seine Funktion, Anatomie von Mann und Frau, anatomische Veränderung während des Wachstums und in der Pubertät
- Erotik und Liebesleben, Sexualität
- Zeugung, Schwangerschaft, Schwangerschaftsverhütung, Geburt, Stillen, Ehe, Eltern, Kinder und Familienplanung
- Körperhygiene, vor allem Sexualhygiene und Intimpflege
- Verhüten von Ansteckung mit Geschlechtskrankheiten, insbesondere mit HIV/AIDS
- Sexualität als Kulturverhalten, gesellschaftliche Norm und die Abweichung davon.

Jugendliche brauchen Raum für ihre sexuelle Entwicklung. Viele durchleben in diesem Lebensabschnitt einen konfliktreichen Ablösungsprozess in der Familie. Sie streiten mit den Eltern um die sexuellen Freiheiten und Entwicklungen, die sie gegenseitig akzeptieren können. Die Kindheit im Elternhaus geht zu Ende und sie suchen ihre neue Frauen- oder Männerrolle. Im Verlauf der Pubertät empfinden viele Jugendliche auch eine körperliche Anziehung zum eigenen Geschlecht, ohne deshalb homosexuell zu sein. Es kommt zu neuen manchmal verunsichernden Erfahrungen und Empfindungen wie sexuelle Erregung, Ängsten, spezifischen Wünschen und Sehnsüchten, erste Verliebtheit mit vorsichtigen Annäherungen, Zärtlichkeiten sowie ersten sexuellen Berührungen. Mädchen und Jungen erleben viele Veränderungen ihres Körpers in der Pubertät, Mädchen die erste Menstruation. Alterstypisch sind vorsichtige Schwärmereien für potenzielle Partner oder Partnerinnen und die Entdeckung der Lust am eigenen Körper, sexuelle Phantasien und Masturbation. Nicht selten erleben sie ein Auf und Ab der Gefühle zwischen Euphorie und Depression. Ohne eine altersgemäße Aufklärung stellt all das eine große Verunsicherung dar.
Sexualaufklärung findet in Grundschulen in der Regel im Rahmen des Sachkundeunterrichts statt, in höheren Schulen in der Regel im Rahmen des Biologie-Unterrichts.

## Geschichtliche Entwicklung

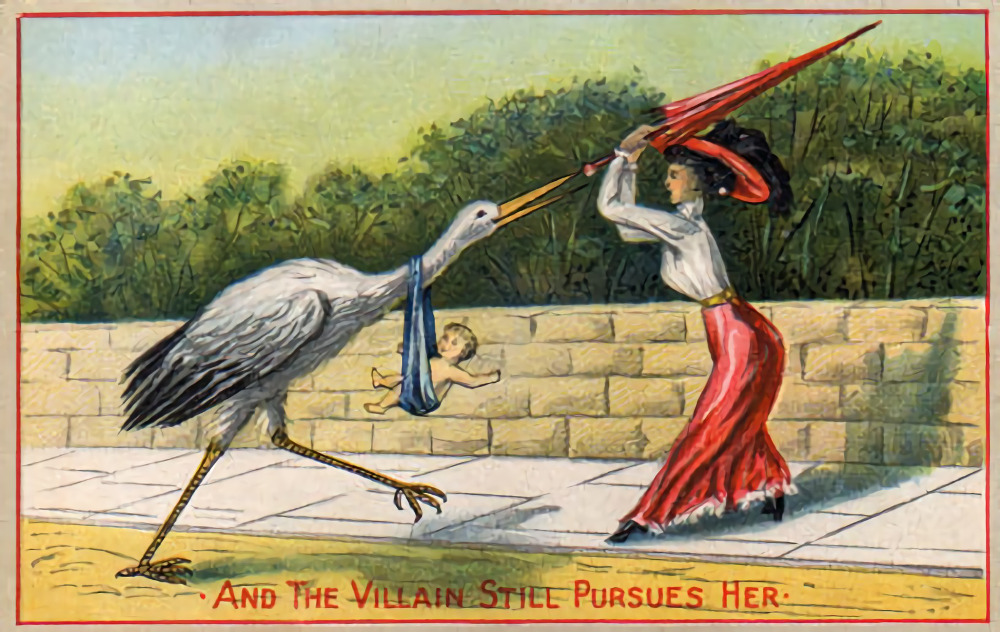
Eine Postkarte aus dem frühen 20. Jahrhundert illustriert das Problem ungewollter Schwangerschaft

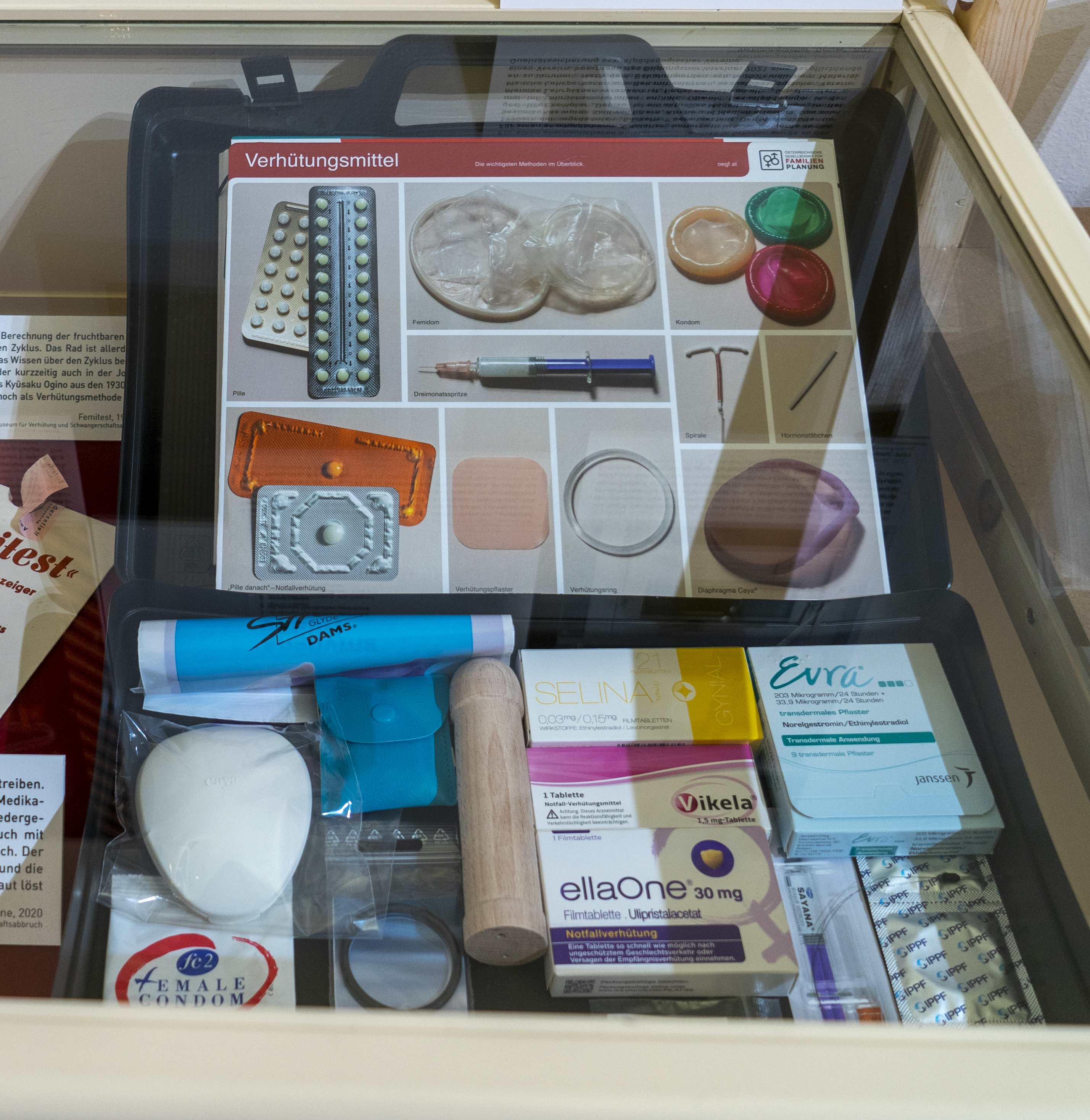
Der Sexkoffer wurde ab 1980 an Schulen in Österreich verwendet

Sexuelle Aufklärung erfolgte nicht erst im 20. Jahrhundert. Noch in den 1950er Jahren aber war die menschliche Sexualität ein öffentliches Tabuthema.
So zeigten Abbildungen in Schulbüchern den Menschen meist als ein geschlechtsloses Wesen. Sexualität von Frauen wurde unmittelbar mit Ehe, Schwangerschaft und Mutterschaft verknüpft. Frauen, die schwanger wurden, ohne verheiratet zu sein, wurden gesellschaftlich geächtet.
In den 1960er und 70er Jahren kam es unter anderem durch die Antibabypille und die Aufhebung des Verbotes der Abtreibung zu einer Gegenbewegung, der so genannten Sexwelle. Die Studentenbewegung propagierte die freie Liebe nach dem Motto: „Make love not war!“

Die sozialdemokratische Bundesgesundheitsministerin Käte Strobel brachte den ersten Sexualkunde-Atlas heraus, befürwortete öffentlich die Einnahme der Antibabypille und zeichnete auch für den ersten Aufklärungsfilm Helga (1967) mitverantwortlich.
Es folgten Aufklärungsfilme des selbsternannten Aufklärers der Nation Oswalt Kolle, das „Lexikon der Erotik“ der Springer-Zeitschrift Jasmin sowie die Sexfilm-Reihe Schulmädchen-Report.
Nach und nach zog auch die Sexualkunde als Fach in die Schulen der Bundesrepublik ein.
In der Jugendzeitschrift Bravo mit ihrer Dr.-Sommer-Redaktion verfasste Martin Goldstein unter den Pseudonymen Dr. Jochen Sommer und Dr. Alexander Korff von 1969 bis 1984 in der Rubrik „Was Dich bewegt“ Antworten auf von Schülern und Schülerinnen gestellte Fragen zur Sexualität.
In der DDR verfasste Siegfried Schnabl zahlreiche Aufklärungsbücher.
Bekannte Personen der sexuellen Aufklärung im 20. Jahrhundert waren weiterhin Beate Uhse, Shere Hite (mit dem Hite Report), Masters und Johnson und Alfred Charles Kinsey mit dem Kinsey-Report.

## Situation heute
Heute ist die sexuelle Aufklärung kaum noch ein Tabuthema. Der Aufklärungsunterricht im Rahmen der Menschenkunde ist sozialpädagogisch ein obligatorischer und wesentlicher Bestandteil des Schulfaches Biologie.
Bei der Aufklärung stehen oft Gefahren bzw. Risiken (wie ungewollte Schwangerschaft, Geschlechtskrankheiten und sexuelle Übergriffe) im Vordergrund.
Trotz einer an die kognitiven und emotionalen Bedürfnisse junger Menschen angepasster Aufklärung kommt es dennoch zu ungewollten Schwangerschaften, bei sehr jungen Frauen teilweise zur Mutterschaft Minderjähriger oder auch zu Schwangerschaftsabbrüchen.

## Kritik an der Wahl der Jahrgangsstufen für die Themen
2014 begann in Deutschland ein öffentlicher Diskurs darüber, in welchem (nach Meinung von Kritikern: zu frühen) Alter Kinder und Jugendliche über welche Details und Sexualpraktiken aufgeklärt werden können oder sollen. Dabei wird die Sexualaufklärung im Vorschulalter und Grundschulalter mithilfe des politischen Kampfbegriffs „Frühsexualisierung“ diffamiert.
Soziale Bewegungen im rechten, konservativen und rechtspopulistischen politischen Spektrum verwenden den Begriff zum Protest gegen die Flexibilisierung und Liberalisierung der zweigeteilten, d. h. heteronormativen Geschlechtsrollen. Da diese eine unverzichtbare Basis für die bürgerliche Gesellschaftsordnung (inkl. Ehe und bürgerlicher Familie) sind, wird dies als „Gefahr für den Nahbereich“ und die gesamte Gesellschaft empfunden.

„Auch schwule Eltern halten nichts davon, dass Kindern die Wonnen des Fesselsexes nahegebracht werden, bevor sie sich zum ersten Mal geküsst haben.“